# Natalie Batalha
Natalie Marie Batalha (1966), coneguda també com a Natalie M. Stout-Batalha, és una astrofísica estatunidenca que treballa a la Missió Kepler de la NASA i que ha descobert 15 planetes extrasolars.

## Vida
Batalha es graduà en física i astronomia el 1989 a la Universitat de Califòrnia a Berkeley, el 1992 completà un màster a l'Observatorio Nacional, Rio de Janeiro, Brasil en astrofísica, i el 1997 es doctorà en astrofísica a la Universitat de Califòrnia a Santa Cruz sota la direcció de Steven Vogt.
Inspirada pel creixent nombre de descobriments d'exoplanetes, s'uní el 2000 a l'equip dirigit per William Borucki del Centre d'Investigació Ames de la NASA que treballa en fotometria de trànsit d'exoplanetes. S'involucrà amb la Missió Kepler ja des de la fase de proposta i contribuí a molts aspectes diferents de la ciència, des de l'estudi de les estrelles mateixes a detectar i comprendre els planetes que alberguen. Fou professora durant deu anys (2002-2012) de física i astronomia a la Universitat Estatal de San José.

## Obra

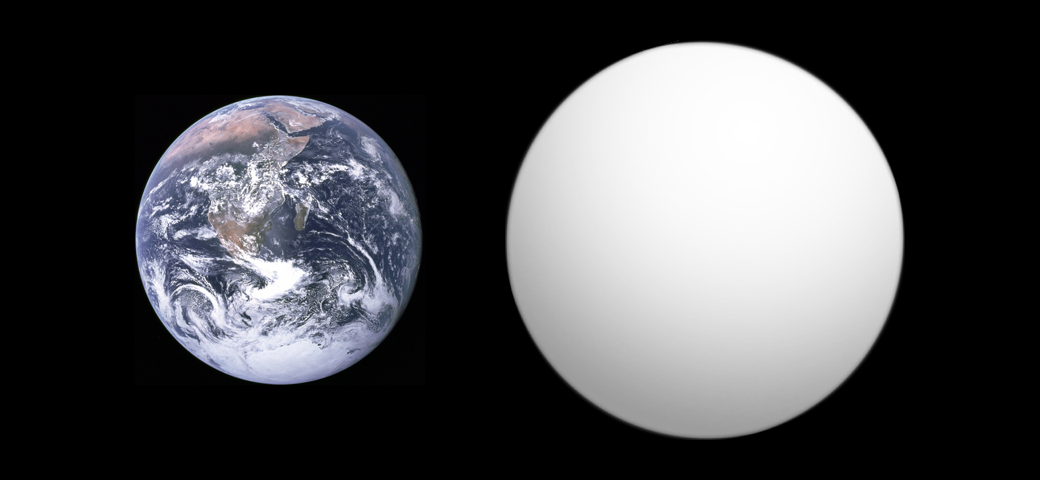
Comparació de les dimensions de l'exoplaneta Kepler-10 b amb la Terra

Dirigí l'anàlisi que possibilità el descobriment el 2011 dels exoplanetes Kepler-10 c i Kepler-10 b, essent aquest darrer el primer planeta rocós identificat fora del nostre sistema solar. El 2012 descobrí els exoplanetes Kepler-50 c i Kepler-54 c; i el 2013 els planetes extrasolars Kepler-68 c, Kepler-60 c, Kepler-37 b, Kepler-60 d, Kepler-69 c, Kepler-51 c, Kepler-37 c, Kepler-60 b, Kepler-58 c, Kepler-57 c i Kepler-55 c.
En l'actualitat, dirigeix l'esforç d'entendre les poblacions de planetes en la galàxia basat en els descobriments del telescopi Kepler.